# Губань-зозуля
Губань-зозуля (Labrus mixtus) — вид риб родини Губаневих (Labridae). Середніх розмірів субтропічні риби, дорослі мають від 16 см, при максимальних розмірів самців до 40 см, самиці зазвичай до 30 см.
Вид поширений вздовж скелястих берегів Атлантики від південної Норвегії до Сенегалу, Азорських островів і Мадейри; також у Середземному морі.
Самці та самиці мають різне забарвлення. Забарвлення самців змінюється під час сезону нересту. Самиці мають здатність змінювати стать, якщо в ареалі популяції відсутні самці.

## Галерея зображень

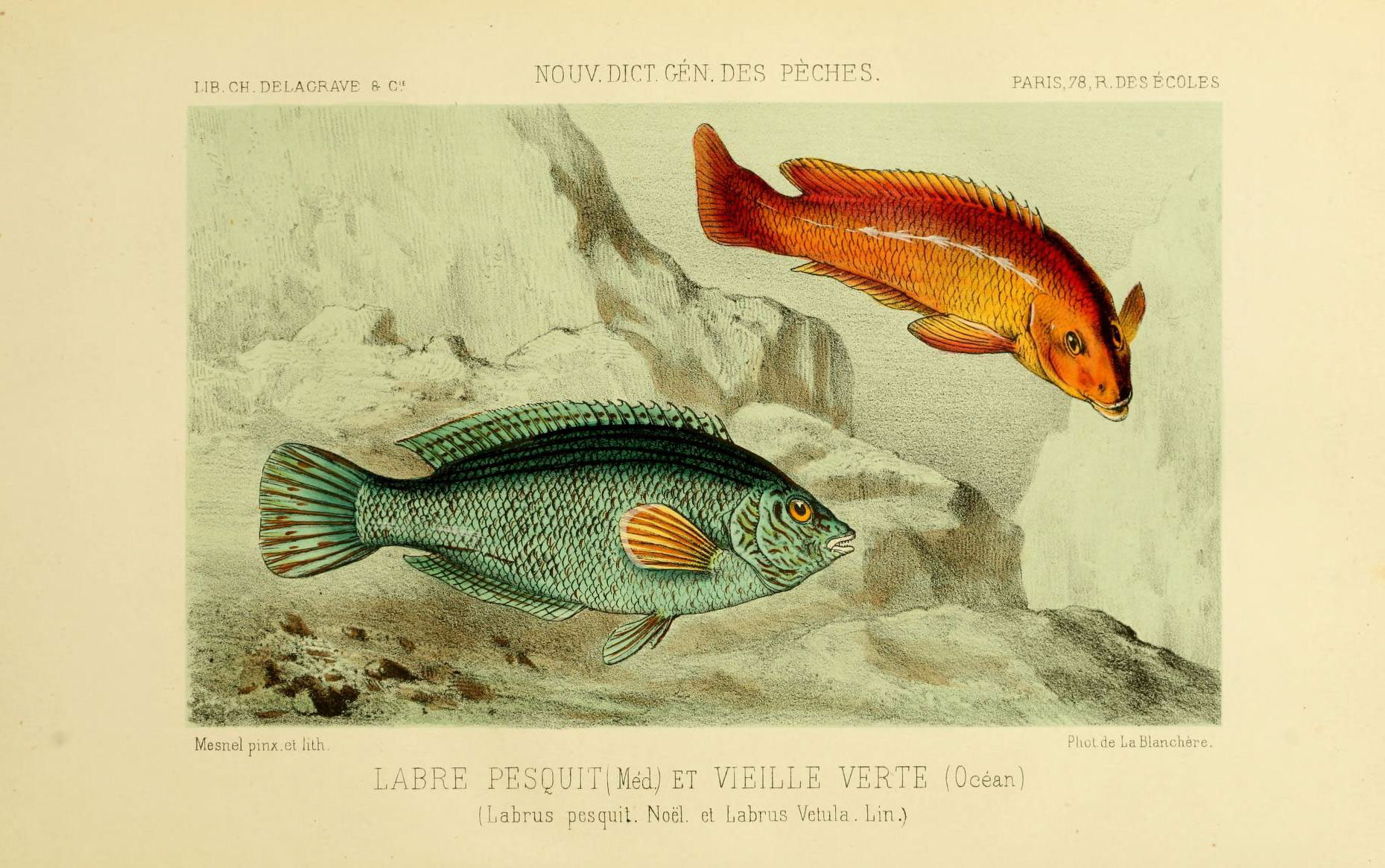
Зображення самця і самиці губаня-зозулі
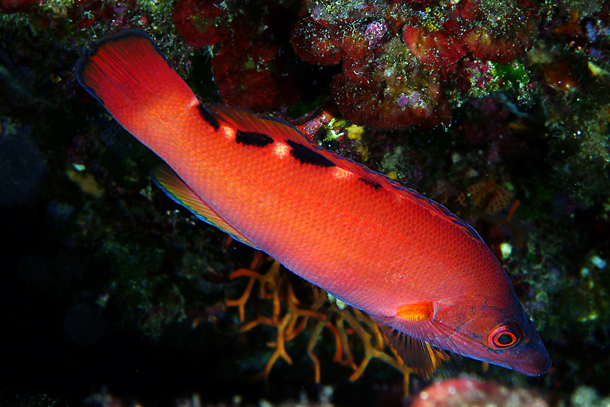
Самиця губаня-зозулі
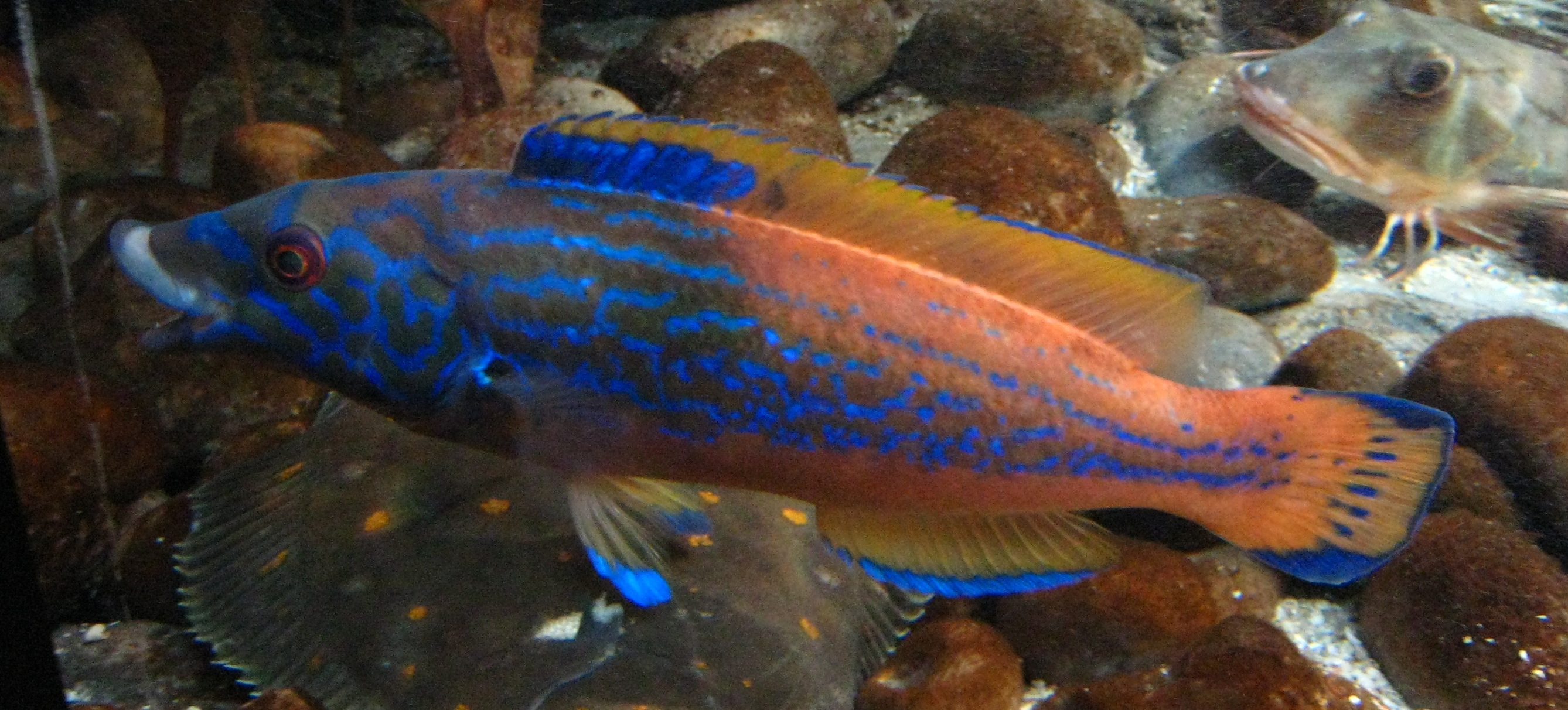
Самець губаня-зозулі